# Александр Вюртембергский (1804—1881)
 Александр Вюртембергский  (20 декабря 1804 — 28 октября 1881) — немецкий принц, старший сын герцога Александра Фридриха Карла Вюртембергского и Антуанетты, второй дочери герцога Франца Саксен-Кобург-Заальфельдского.

## Биография
Родился 20 декабря 1804 года. Сын участника революционных и наполеоновских войн, австрийского и российского генерала от кавалерии, военного губернатора Белоруссии, члена Государственного совета, родного брата императрицы Марии Фёдоровны Александра Вюртембергского.
2 февраля 1805 года он был зачислен в кавалергардский полк корнетом. 4 апреля произведен в поручики, 18 апреля в штабс-ротмистры и 22 августа в ротмистры, а 6 декабря 1827 года в полковники. После вступления на престол Императора Николая I, находился в лейб-эскадроне во время Коронации. 11 ноября того же года прикомандирован по Высочайшему повелению к Семёновскому полку, а 7 июня 1827 года был прикомандирован к гвардейской конной артиллерии, откуда снова откомандирован к Семеновскому полку.
В 1828 году по особому желанию императора Николая I Александр вместе с братом прикомандирован к 7-му корпусу Евгения Вюртемберского. 14 октября 1828 года он произведен в генерал-майоры, с назначением шефом Стародубского кирасирского полка.
Во время осады Шумлы принц заболел лихорадкой и оставил действующую армию. Принимал участие в подавлении польского восстания, командовал 1-й бригадой Гвардейской кирасирской дивизии. После смерти своего отца, Александр оставил военную службу в русской армии и уехал за границу. Жил в Германии и во Франции. Последние годы проживал в Байрейте зимой во дворце Рейтценштейн, летом — в замке «Фантазия» в Донндорфе. Скончался 28 октября 1881 года.

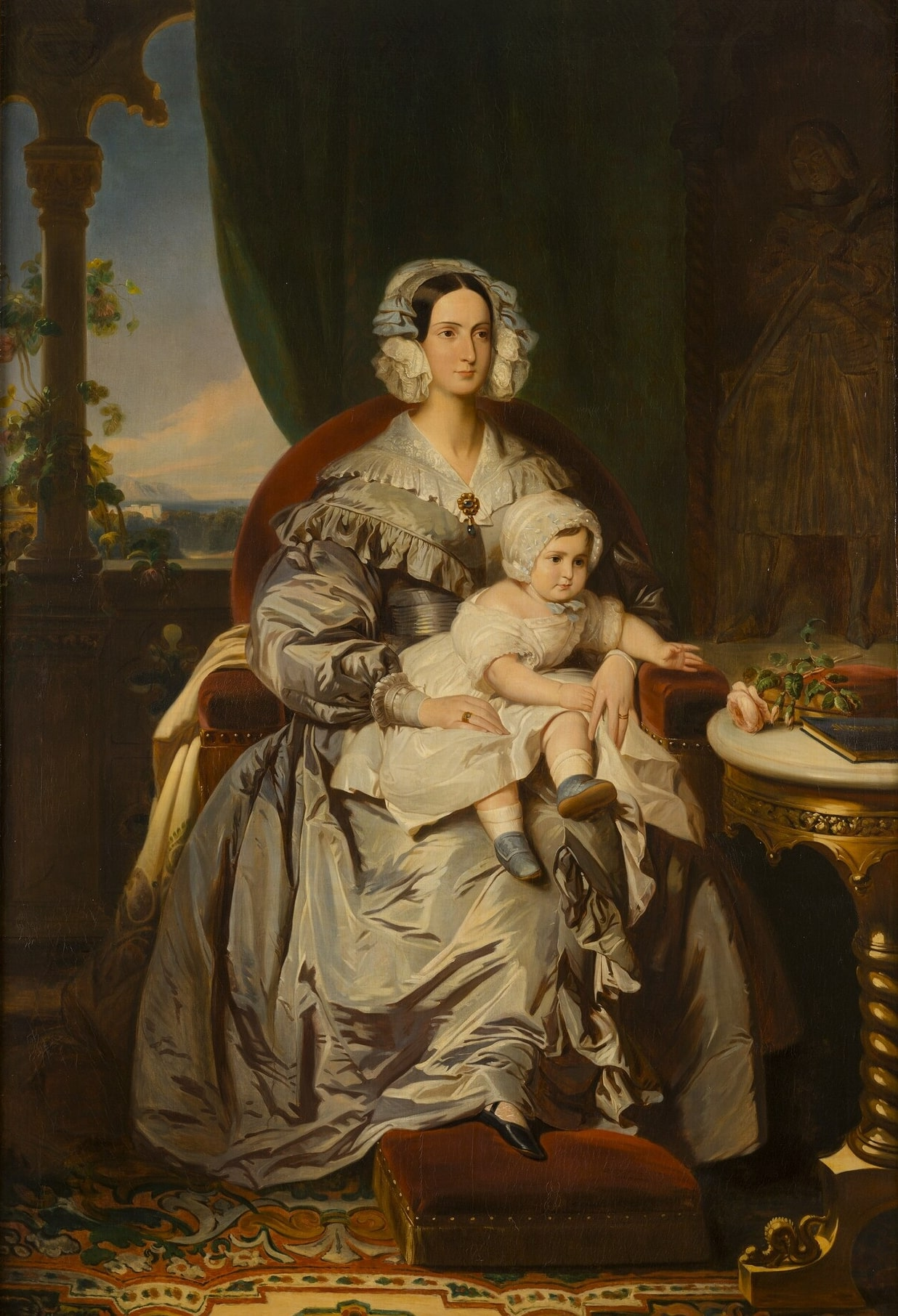
Мария Орлеанская с сыном

## Семья
Жена (18.10.1837) — принцесса Мария Орлеанская (1813—1839), вторая дочь короля Франции Луи Филиппа I от брака его с Марией Амалией Неаполитанской. Брак заключенный не по любви, оказался удачным. В нем Александр Вюртембергский, по его признанию, приобрел «истинное счастье, домашнюю, спокойную, христианскую жизнь», о которой он всегда страстно желал. Но продлилась семейная жизнь очень недолго. Принцесса Мария умерла от туберкулёза в Пизе через 14 месяцев после свадьбы.
Их сын Филипп (1838—1917), воспитывался при французом дворе, после 1848 года жил с отцом в Байрейте, но доверительные и полные гармонии отношения между ними не сложились. С 1862 года состоял на службе в австрийской армии. В 1865 году он женился на австрийской эрцгерцогине Марии Терезе Анне и стал родоначальником всех ныне живущих Вюртембергов из католической ветви этого дома.